# Древнебретонский язык
Древнебрето́нский язы́к — вымерший кельтский язык, на котором говорило население Британии и Франции с начала или середины IX века или с конца X века. В XII веке язык развился в среднебретонский язык.

## История изучения языка

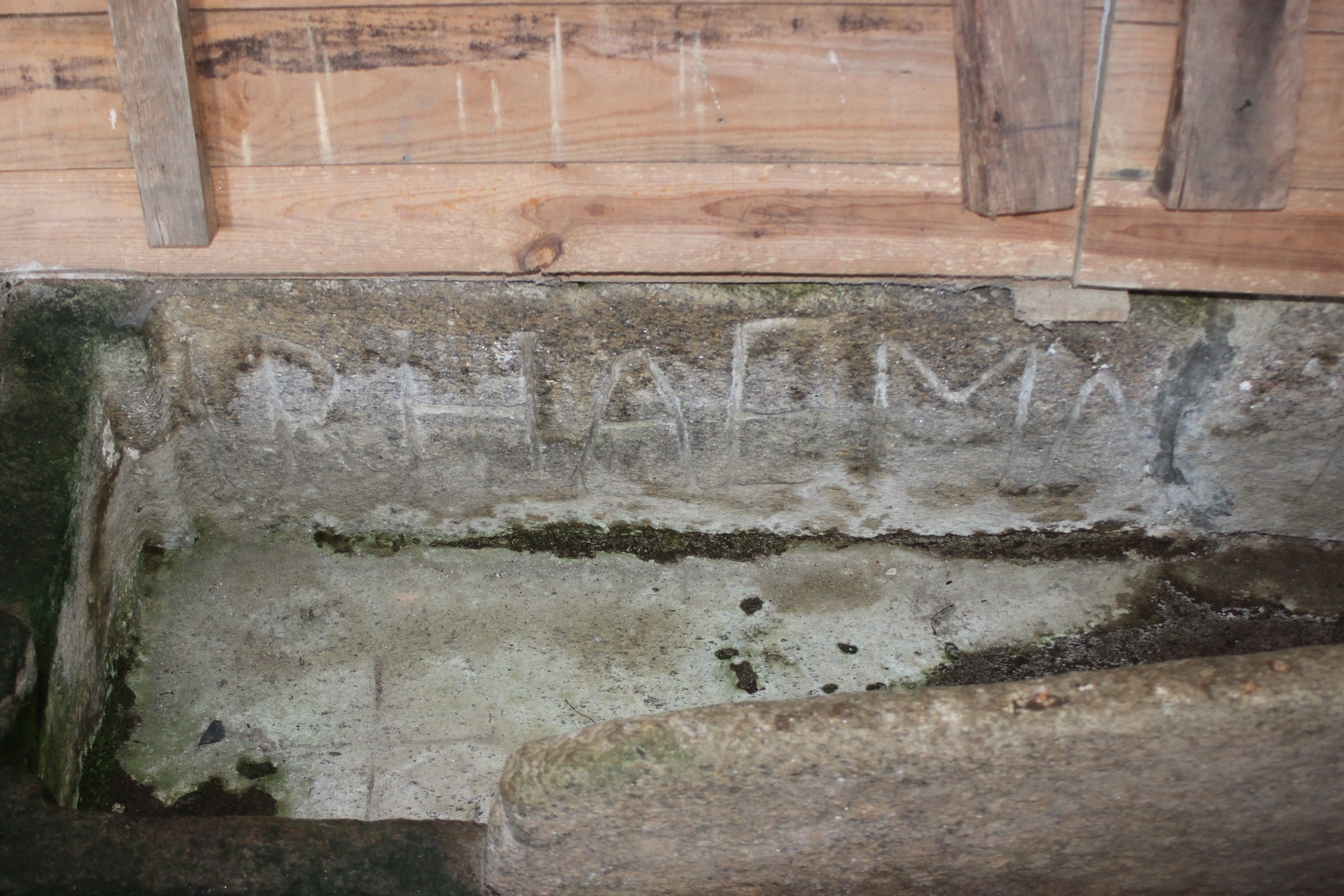
Надпись на древнебретонском

Старейшим документом на древнебретонском считается Лейденский манускрипт.
Кроме того, была обнаружена надпись на древнебретонском на корыте в церкви в коммуне Крак, недалеко от Оре. Надпись гласила: «irha ema in ri», что в переводе значит «здесь был король». Слово ri/rix вероятно заимствовано из галльского.
Изучением древнебретонского языка занимался французский лингвист Леон Флёрьо. В 1964 году он составил словарь древнебретонских глосс. Книга была переиздана в 1985 году в Торонто.

## История развития языка
Для древнебретонского характерна лениция, то есть переход согласных [k], [t], [p], [g], [d], [b], [m] в [g], [d], [b], [ɣ], [ð], [v], [ṽ] соответственно в интервокальной позиции или позиции между гласным и сонорным согласным ([l], [m], [r], [n]).
В VI веке фонема [s] перешла в [h]: sintos → hint («тропа, путь»). Однако начальная [s] осталась (например, в словах seizh, «семь»; saotr, «пятно»).
Геминативные взрывные согласные превратились во фрикативы: [pp] → [f]; [tt] → [θ]; [kk] → [x]. Примеры: cattos → kazh («кот»), succo → soc'h «сошник».
Во фрикативы переходили также взрывные согласные звуки [k], [t], [p] в позиции перед плавными согласными [l] и [r].
В VII—VIII веках образовались дифтонги [oi] ([eː] > [oi]) и [ɔi] ([ɛː] > [ɔi]). В это же время согласные [ɣ] и [g] на конце слов начинают исчезать: tig → tih → ti «дом», brog → broh → bro «страна». Если же они стоят после плавных согласных звуков, звуки просто трансформируются в [x]: lerg → lerh → lerc'h «маршрут, путь»; dalg → dalh → dalc'h.